# ماگنا لیکسس اسکاگمن
ماگنا لیکسس اسکاگمن Magna Elvine Lykseth-Skogman (زاده ۶ فوریه ۱۸۷۴ - درگذشته ۱۳ نوامبر ۱۹۴۹)، همچنین با نام Magna Lykseth-Schjerven، خواننده اپرا سوئدی متولد نروژ بود. او به عنوان یکی از برجسته‌ترین خوانندگان اپرا سوئدی در نسل خود در نظر گرفته می‌شود. او در سال ۱۹۰۷ مدال Litteris et Artibus را دریافت کرد و در سال ۱۹۱۲ به عضویت فرهنگستان موسیقی سلطنتی سوئد درآمد.
ماگنا تحصیلات خود را در کریستینیا به پایان رساند، و پس از آموزش اولیه صدا در کنسرواتوار کریستیانا زیر نظر آیدا باسیلیر-ماگلسن، در سال 1894 به استکهلم نقل مکان کرد و در آنجا شاگرد جان فورسل در کالج سلطنتی موسیقی شد. او همچنین در آلمان نیز تحصیل کرده بود. 